# 新加坡—亞美尼亞關係
新加坡－亞美尼亞關係，是指歷史上的新加坡和亞美尼亞、以至現在新加坡共和國與亞美尼亞共和國之間的雙邊關係。兩國於1992年7月1日建交，但兩國並沒有互設大使館。新加坡並沒有向亞美尼亞派駐大使，而亞美尼亞駐新加坡大使由該國駐印尼大使兼任、亚美尼亚也在新加坡设有名誉领事，以发展双边民间关系。

## 歷史
新加坡亞美尼亞人的數量並不多，但他們在新加坡扮演著重要角色，對當地帶來不少影響。例如，新加坡目前銷量最多的報章《海峽時報》是由亞美尼亞人吉席·摩西在1845年創辦，而萊佛士酒店亦由來自亞美尼亞的沙奇士兄弟於1887年創辦。此外，新加坡國花卓錦萬代蘭是由亞美尼亞裔园艺师艾格妮絲·卓錦培育出來的，此花亦是以她命名。新加坡境內歷史最悠久的現存教堂是建於1836年的亞米尼亞教堂，該堂是新加坡第一座有電力供應的建築物，被新加坡當局在1973年列為國家古蹟，而新加坡的亚米尼亚街就是以該堂命名:23。亞米尼亞教堂的紀念花園安葬了不少居於新加坡的亞美尼亞人，其中包括沙奇士兄弟、吉席·摩西等人。

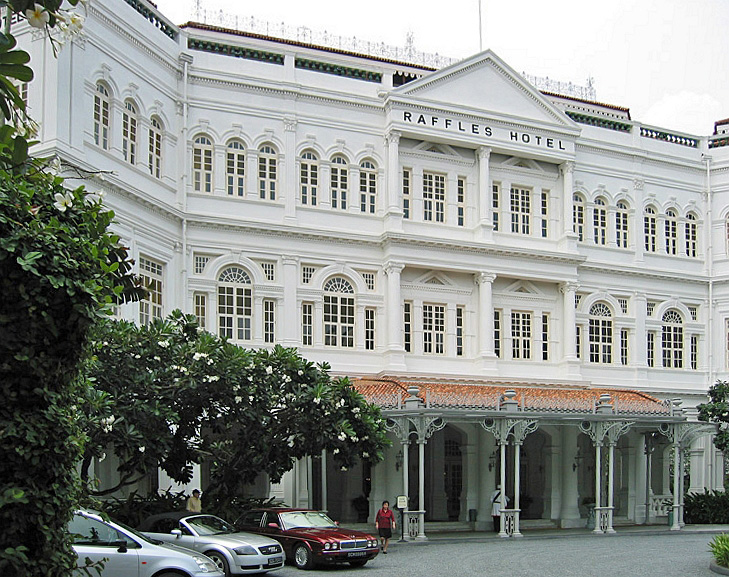
萊佛士酒店由居於新加坡的亞美尼亞人創辦

第二次世界大戰時，新加坡遭到日本接管，不少亞美尼亞人逃離新加坡，也有些人被俘後身亡；二次大戰後，新加坡的亞美尼亞人社群縮小了許多，大多數亞美尼亞人選擇遷居到澳洲或紐西蘭。
1965年，新加坡因被馬來西亞逐出而宣佈獨立，新加坡與當時統治亞美尼亞的蘇聯於1968年6月1日建立外交關係；當時，新加坡和亞美尼亞的外交關係是新加坡與蘇聯關係的一部份。1990年8月23日，亞美尼亞宣佈脫離蘇聯獨立，新加坡和亞美尼亞兩國於1992年7月1日建交。

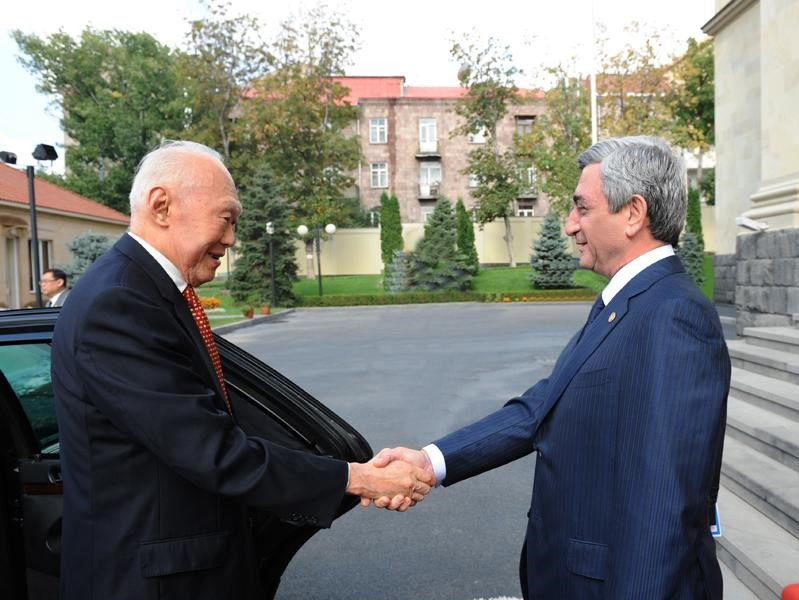
2009年，李光耀访问亚美尼亚并会见谢尔日·萨尔基相

2012年，時任亞美尼亞總統謝爾日·薩爾基相訪問新加坡，成為首名訪問新加坡的亞美尼亞國家元首。新加坡訪問亞美尼亞的最高級別官員為已故新加坡內閣資政李光耀，他曾於2009年訪問亞美尼亞，並獲時任總統謝爾日·薩爾基相接見；李光耀並在是次訪問中獲薩爾基相頒授榮譽獎章，以表揚前者對建立和加深兩國關係的貢獻。
謝爾日·薩爾基相曾指亞美尼亞對新加坡的進步、繁榮和公義留下了深刻印象，又指亞美尼亞視新加坡為模範，會從後者的經驗中學習；薩爾基相指，李光耀曾建議他訓練國民像一等公民般思考和生活。

## 經貿關係
2014年，新加坡約出口1381.11萬美元到亞美尼亞，亞美尼亞則出口了278.75萬美元到新加坡；亞美尼亞主要出口電腦、電話等機械設備到新加坡，新加坡出口到亞美尼亞的貨品則有機械設備、食物、儀器等。新加坡曾有科技企業計劃在亞美尼亞投資。

## 文化關係
新加坡和亞美尼亞建交後，兩國在2012年3月分別簽訂《外交及公務護照互免簽證協議》和《文化合作備忘錄》。
2014年9月，亞美尼亞教會領袖卡雷金二世訪問新加坡，他把一塊亞美尼亞十字架石送給當地，以紀念亞美尼亞大屠殺的受害者。